# Космическая улица (Оренбург)
Косми́ческая у́лица  — улица в Дзержинском районе города Оренбурга. Названа в честь героев освоения космоса. Застраивалась в 1973 году.

## Расположение
Находится между улицами Сергея Лазо и Берёзкой.

## Транспорт
До ближайшей остановки общественного транспорта около 500 метров — остановка «Сергея Лазо» на проспекте Дзержинского.
Автобус: 17, 21, 33, 41, 18с, 24т, 28, 49т, 51, 32, 38, 59, Ю 61, 6, 65, 67.

## Организации на улице
- Центр детского творчества Дзержинского района
- ГИБДД Дзержинского района г. Оренбурга